# Bjelogorica
Bjelogorica je narodni naziv za drveće i grmlje koje ujesen odbacuje lišće. Šume u kojima prevladava bjelogorica nazivaju se bjelogoričnim šumama.
Primjeri bjelogoričnih vrsta jesu bjelograbić, brijest, bukva, hrast, kesten, lijeska, grab, vrba.